# トリフェニルメタン
トリフェニルメタン (triphenylmethane) とは、芳香族炭化水素の1種で、同一炭素にフェニル基が3個ある有機化合物である。フェノールフタレインを始めとする様々な色素の部分構造となっている。なお、トリフェニルメチル基は別名をトリチル基と呼ばれ、保護基として用いられる。

## 合成
ベンゼンと四塩化炭素からフリーデル・クラフツ反応によりクロロトリフェニルメタンを得て、これを塩化水素/エーテルで還元してトリフェニルメタンとする。このほか、トリフェニル酢酸は、融点以上に加熱すると熱分解して、トリフェニルメタンが生成することも知られている。

## 性質
ベンジル位の（ベンゼン環に直結した炭素に結合している）水素は外れやすく、水素ラジカル (H•)、プロトン (H+)、ヒドリド (H−) の引き抜きがいずれも容易に起こる。
{\displaystyle {\ce {(C6H5)3CH-H^{\bullet }->(C6H5)3C^{\bullet }}}}
{\displaystyle {\ce {(C6H5)3CH - H^+ -> (C6H5)3C^-}}}
{\displaystyle {\ce {(C6H5)3CH - H^- -> (C6H5)3C^+}}}
これらの反応でそれぞれ発生するトリフェニルメチルラジカル、アニオン、カチオンがいずれも3個のベンゼン環により強く共役安定化されることによる。このため、水素ラジカル源、ヒドリド源として有機反応に用いられる。